# Scooby-Doo! Wyprawa po mapę skarbów
Scooby-Doo! Wyprawa po mapę skarbów (ang. Scooby-Doo! Adventures: The Mystery Map) – film kukiełkowy z serii Scooby Doo z roku 2013.

## Opis filmu
W tym filmie Superpies po raz pierwszy występuje jako pluszak. Scooby Doo, Shaggy, Velma, Daphne i Freddie wracają do swoich dziecięcych oraz szczenięcych lat i przeżywają zupełnie nowe przygody.

## Wersja polska
Dystrybucja na terenie Polski: Galapagos Films

Wersja polska: Master Film

Reżyseria i dźwięk: Elżbieta Mikuś

Dialogi: Dariusz Dunowski

Montaż: Jan Graboś

Kierownictwo produkcji: Agnieszka Kołodziejczyk

Teksty piosenek: Andrzej Brzeski

Opracowanie muzyczne: Piotr Gogol
Wystąpili:
- Ryszard Olesiński – Scooby Doo
- Jacek Bończyk – Kudłaty
- Agata Gawrońska-Bauman – Velma
- Beata Jankowska-Tzimas – Daphne
- Jacek Kopczyński – Fred

oraz
- Adam Bauman
- Barbara Zielińska
- Olga Sarzyńska
- Mieczysław Morański
- Sławomir Pacek
- Grzegorz Drojewski
- Krzysztof Szczerbiński
- Janusz Wituch